# Departamento Capital
Departamento Capital är en kommun i Argentina.   Den ligger i provinsen Salta, i den norra delen av landet, 1 300 km nordväst om huvudstaden Buenos Aires. Antalet invånare är 535 303. Arean är 1 722 kvadratkilometer.
Terrängen i Departamento Capital är kuperad åt sydost, men åt nordväst är den bergig.
I omgivningarna runt Departamento Capital växer i huvudsak lövfällande lövskog. Runt Departamento Capital är det tätbefolkat, med 343 invånare per kvadratkilometer.